# Josh Campbell
Pour les articles homonymes, voir Campbell.
Josh Campbell, né le 6 mai 2000 à Édimbourg en Écosse, est un footballeur écossais qui joue au poste de milieu offensif au Hibernian FC.

## Biographie

### En club
Né à Édimbourg en Écosse, Josh Campbell est formé par le Hibernian FC. Il commence toutefois sa carrière à l'Airdrieonians FC, en troisième division écossaise, où il est prêté en janvier 2019. Il joue son premier match le 5 janvier 2019, lors d'une rencontre de championnat face au East Fife FC. Il est titularisé et son équipe s'impose par deux buts à un.
Le 23 août 2019, Josh Campbell est de nouveau prêté, cette fois au Arbroath FC jusqu'en janvier 2020.
Le 17 septembre 2020, Josh Campbell est prêté pour une saison au Edinburgh City, en quatrième division écossaise. Il joue son premier match pour le club le 17 octobre 2020, lors de la première journée de la saison 2020-2021, face au Brechin City FC. Titulaire, il contribue à la victoire de son équipe en inscrivant son premier but pour le club (1-5 score final).
Le 1er décembre 2021, Campbell prolonge son contrat avec Hibernian. Il est alors lié au club jusqu'en mai 2025.
En février 2023, il re-prolonge son contrat dans le club d'Édimbourg jusqu'à l'été 2027.

### En sélection
En mars 2022, Josh Campbell est appelé pour la première fois avec l'équipe d'Écosse espoirs. C'est lors de ce rassemblement qu'il joue son premier match, le 25 mars 2022 contre la Turquie. Il entre en jeu à la place de Scott High et son équipe s'incline par deux buts à zéro.

## Palmarès
- Hibernian
  - Finaliste de la Coupe de la Ligue écossaise en 2021